# Gustaf Alsterberg
Anders Gustaf Alsterberg, född 27 mars 1892 i Sundals-Ryr, död 26 april 1970 i Eksjö, var en svensk växtfysiolog.
Alsterberg blev filosofie doktor i Lund 1922, docent i allmän fysiologi samma år. Förutom arbeten i fysiologi och limnologi, bland vilka kan nämnas Die respiratorischen Mechanismen der Tubificiden (1922), Die Sinnesphysiologie der Tubificiden (1924), Die Nahrungscirkulation einiger Binnenseetypen (1924), har Alsterberg utarbeteat nya attenanalytiska metoder, särskilt för bestämning av syre, nitrat, nitrit, svavelsyrlighet och sulfit i naturliga och förorenade vatten.